# Rodeo laboral
El Rodeo laboral es la práctica del rodeo chileno en forma no federada. A pesar de que también existe una federación, esta no está reconocida por el Comité Olímpico de Chile, a diferencia de la Federación del Rodeo Chileno. La Federación que regula el rodeo laboral es la Federación Nacional de Rodeos y Clubes de Huasos de Chile.
La práctica del rodeo laboral es muy difícil y sacrificada para sus practicantes ya que por lo general no cuentan con los medios para organizar buenos rodeos. A pesar de estos problemas estos rodeos son muy populares y son seguidos por miles de personas, principalmente de pueblos alejados de las grandes ciudades. La popularidad de los rodeos laborales es tal que casi llega a tener el público del rodeo federado.

## Historia
La Federación Nacional de Rodeos y Clubes de Huasos de Chile fue fundada en 1986, después de que Lupercio Cabrera Fernández, junto a otros dirigentes de la época ponían todo su esfuerzo y tesón en la tarea de formar el "Rodeo laboral". Es así como en septiembre de 1986, en el salón de actos de la Municipalidad de Llaillay, se constituye la Asociación Regional, siendo sus fundadores los siguientes clubes:
- Unión de Campesinos de Llaillay
- Unión Romeral de Hijuelas
- Rabuco de Hijuelas
- Los Conquistadores de Lo Campo, de Panquehue.
- Sol y Guitarra, de Quilpué.

Lo que partió solo en la Región de Valparaíso posteriormente se expandió por casi todo el territorio chileno, llegando a contar con más de 200 clubes, 30 asociaciones de rodeo y más de diez mil socios.

## Presidentes
- 1991-1992 - Dimas Cuevas
- 1992-1996 - Francisco Reyes Cortes
- 1997-1999 - Enrique Rebolledo Isla
- 1999-2003 - Antonio Martínez Cangeri
- 2003-2005 - José Gatica Ortiz
- 2005-2006 - José Gatica
- 2006-2007 - Iván Ahumada P.
- 2007-2009 - Roberto Concha E.
- 2010-2012 - Ricardo Sandoval
- 2012-2014 - Pedro Encalada
- 2014-2016 - Óscar Fuentes Vallejos
- 2016-2019 - Miguel Mallea Atenas
- 2019-2021 - Luis Ordoñes

## Campeonatos nacionales
El Campeonato Nacional de Rodeo Fenaro es el paralelo del Campeonato Nacional de Rodeo en el rodeo laboral. Se disputa desde 1992 y desde el año 2005 hasta 2009 se disputó en la Medialuna Monumental de Rancagua, igual que en el rodeo federado. A partir de 2010 hasta 2013 la sede del campeonato volvió a rotar cada año, regresando en 2014 a la Medialuna Monumental de Rancagua, donde fue todo un fracaso, comenzando la serie de campeones a las 19:00 h, generando un descontento en los corredores y el público asistente. Al año siguiente 2015 se realizó el campeonato nacional en la medialuna Fernando Hurtado Echeñique de San Clemente, donde se obtuvieron varios números azules para la federación, los campeones de esta edición del campeonato nacional fueron Custodio Tapia y Cristian Cornejo. Debido al éxito el campeonato se volvió a repetir en San Clemente. En julio de ese año el timonel de la federación Oscar Fuentes deja la presidencia, luego de las elecciones el nuevo presidente es Miguel Mallea quien lleva el campeonato nacional a Melipilla con el apoyo de algunos presidentes de asociación.  
| Temporada   | Asociación    | Ciudad sede  | Campeones                                        | Caballos                | Puntaje | Asociación             |
| 1991 – 1992 | San Vicente   | Los Andes    |                                                  |                         |         |                        |
| 1992 – 1993 | Rauco         | Llaillay     |                                                  |                         |         |                        |
| 1993 – 1994 | San Carlos    | San Carlos   |                                                  |                         |         |                        |
| 1994 – 1995 | Til Til       | Santiago     |                                                  |                         |         |                        |
| 1995 – 1996 | Pelarco       | Talca        | Sergio Yanten y Manuel Olivares                  |                         |         | Cachapoal              |
| 1996 – 1997 | Pelarco       | Talca        | Leandro Acevedo y Abraham Acevedo                |                         |         | Cachapoal              |
| 1997 – 1998 | Los Andes     | Los Andes    | Gustavo Espinoza y Arturo Tello                  |                         |         | Cachapoal              |
| 1998 – 1999 | Yungay        | Yungay       |                                                  |                         |         |                        |
| 1999 – 2000 | San Carlos    | San Carlos   |                                                  |                         |         |                        |
| 2000 – 2001 | Los Andes     | Los Andes    | Juan Pérez y Juan Pérez                          | Abandonado y Reposa     |         | Talagante              |
| 2001 – 2002 | Melipilla     | Melipilla    | Juan Pérez y Juan Pérez                          | Abandonado y Reposa     |         | Talagante              |
| 2002 – 2003 | Gil Letelier  | Santiago     | Abraham Acevedo y Leandro Acevedo                | Polvillo y Acampao      | 25      | Cachapoal              |
| 2003 - 2004 | Las Vizcachas | Puente Alto  | Luis Reyes y Pedro Gómez                         |                         |         |                        |
| 2004 - 2005 | Rancagua      | Rancagua     |                                                  |                         |         |                        |
| 2005 - 2006 | Rancagua      | Rancagua     | Carlos Ortega y Eduardo Vargas                   | Pertiguero y Concejal   | 33      | Lampa                  |
| 2006 - 2007 | Rancagua      | Rancagua     | Patricio Ramírez y Ángel Espinoza                | Fiesta y La Pinta       | 26      | Los Héroes             |
| 2007 - 2008 | Rancagua      | Rancagua     | Leandro Acevedo y Abraham Acevedo                | Polvillo y Acampao      | 25      | Cachapoal              |
| 2008 - 2009 | Rancagua      | Rancagua     | Helia Álvarez y Patricio Arce                    | Limosnero y Kadafi      | 33      | Santiago Norte         |
| 2009 - 2010 | Rancagua      | Rancagua     | Ricardo Olguin y Gabriel Berríos                 | Cuequero y Campechano   | 29      | Cachapoal              |
| 2010 - 2011 | Melipilla     | Melipilla    | Alejandro Videla y Eduardo López                 | Madrugado y Negro Bueno | 35      | Calle Larga y Quillota |
| 2011 - 2012 | Melipilla     | Melipilla    | Antonio Chamizo Pangue y Antonio Chamizo Berríos | Don Gato y Repaso       | 32      | Peñaflor               |
| 2012 - 2013 | Ñuble         | San Carlos   | Carlos Arias y Pedro Arias                       | Estribor y Buena Racha  | 28      | Ñuble                  |
| 2013 - 2014 | Rancagua      | Rancagua     | Luis Palacios Toro y Luis Palacios Guajardo      | Rancha y Cachaña        | 32      | Ñuble                  |
| 2014 - 2015 | Talca         | San Clemente | Custodio Tapia y Cristián Cornejo                | Abellacado y Fugitiva   | 23      | Talca                  |
| 2015 - 2016 | Talca         | San Clemente | Ramiro Nuñez y Jorge Jiménez                     | Reefctivo y Reenantao   | 32      | Talagante              |
| 2016 - 2017 | Melipilla     | Melipilla    | Ramiro Nuñez y Ramiro Pavez                      | Reencantao y Reefectivo | 28      | Talagante              |
| 2017 - 2018 | San Carlos    | San Carlos   | Santiago Valenzuela y Carlos Felipe Ortega       | Almahue y Ño Alberto    | 36      | Lampa                  |
| 2018 - 2019 | Rancagua      | Rancagua     | Wladimir Pino y Jonathan Manso                   | Entre Hierro y Farolito | 31      | San Francisco          |
| 2019 - 2020 |               |              |                                                  |                         |         |                        |
| 2020 - 2021 | Cachapoal     | Marchigüe    | Bastián Román y Wilson Espinoza                  | Seda y Corrihuela       | 32      | Melipilla              |
| 2021 - 2022 | Cachapoal     | Marchigüe    | Pedro Parada y Bayron Abrigo                     | El Sobrino y Risueño    | 29      | Lampa y Chacabuco      |
| 2022 - 2023 | Chacabuco     | Colina       | José Ignacio Abarca y Tomás Abarca               | Regateo y Chingao       | 30 + 8  | Los Héroes             |
| 2023 - 2024 | Santa María   | Los Ángeles  | Juan Álvarez y Francisco Álvarez                 | Atractivo y Coqueto     | 22      | Pirque                 |
| 2024 - 2025 | Talca         | San Clemente | Tomás Devia y Manuel Peñaloza                    | Navegante y Arriero     | 29      | Til Til                |

### Campeonato de 2003
El Campeonato Nacional Laboral de 2003 fue transmitido por televisión abierta a través de las pantallas de Televisión Nacional de Chile y los campeones fueron los jinetes Abraham y Leandro Acevedo, pertenecientes a la Asociación Cachapoal montando a "Polvillo" y "Acampao" con 25 puntos buenos. Los vicecampeones resultaron los jinetes Gonzalo Sazo y Luis Sazo de la Asociación Talca con 19 puntos montando a "Temerario" y "Tanislaya", y terceros campeones los jinetes Adrián Ceballos y Alexis Ceballos con 16 puntos buenos en "Aguacero" y "Amoroso" pertenecientes a la Asociación Ñuble.
Campeón del Movimiento de la rienda fue Manuel Ulloa montando a "Revoltosa" con 55 puntos de la Asociación Pirque.

### Campeonato de 2006
En 2006 los campeones laborales de Chile fueron Eduardo Vargas y Carlos Ortega, jinetes de Lampa, que montando a "Pertiguero" y "Concejal" marcaron 33 puntos y cumplieron el sueño de todo huaso: ser campeón de Chile. El segundo lugar fue para Carlos Moreira y Roberto Moreira (Asociación Pirque), quienes totalizaron 31 unidades (11+4+8+8) en "Reina" y "Arrestada". El tercer premio fue para los dueños de casa, los hermanos Abraham y Leandro Acevedo, de la asociación Cachapoal, quienes hicieron 29 puntos en "Polvillo" y "Acampao". El movimiento de la rienda fue para Manuel Ulloa, de la asociación Pirque, quien sumó 49 puntos en "Quirinca", destacando el puntaje perfecto (10 puntos) en Andares.

### Campeonato de 2007
Patricio Ramírez Inostroza y Ángel Espinoza Espinoza, montando a "Fiesta" y "La Pinta" y sumando 26 unidades se coronaron campeones laborales de 2007. El vicecampeonato se resolvió con desempate. Dos colleras tenían 21 puntos. Luis Silva Peña y Eduardo Guerrero Jiménez, de la asociación Cachapoal marcaron un punto bueno en "Cucurucho" y "Festejado", mientras que Luis Sazo Tapia y Juan Pablo Núñez Vergara, de la asociación Talca, marcaron 4 puntos malos en "Tanislalla" y "Escalpelo", quedándose con el tercer lugar. 
Marcelo Varela, de la asociación Limarí, sumó 39 puntos en "Juntura" y se quedó con el título del movimiento de la rienda. El segundo lugar lo ocupó Claudio Urra, de la asociación Cachapoal, con 37 puntos en "Aluvión". Tercero se ubicó Juan Madariaga, de la asociación Quillota, con 30 unidades en "Vertiente".

### Campeonato de 2008
En 2008 los campeones fueron los mismos jinetes que en 2003. Abraham y Leandro Acevedo, pertenecientes a la Asociación Cachapoal montando nuevamente a "Polvillo" y "Acampao" ganaron la serie de campeones con 25 puntos buenos. Los vicecampeones fueron Francisco Cubillos Allende y Francisco Cubillos Zúñiga de la Asociación Cardenal Caro con 21 puntos montando a "Belén" y "Comilona", y terceros campeones con 20 unidades, los jinetes Abraham y Leandro Acevedo, pertenecientes a la Asociación Chachapoal montando a "Qué Tenís" y "Choique".
Campeón del movimiento de la rienda fue Luis Ríos montando a "Quirinca" con 55 puntos, de la Asociación Pirque.

### El histórico campeonato de 2009
En esta final nacional los campeones fueron Helia Álvarez y Patricio Arce, pertenecientes a la Asociación Santiago Norte, estos jinetes montaron a "Limosnero" y "Kadafi" con 33 puntos buenos. Vicecampeones de Chile resultaron José Gamboa Moreira y José Gamboa Romero de la Asociación Pirque con 27 puntos montando a "Balazo" y "Atentado", y terceros campeones con 26 unidades, los jinetes Jorge González y Eduardo Guerrero, pertenecientes a la Asociación Cachapoal montando a "Embalado" y "Antivero".
Helia Álvarez se convirtió en la primera mujer en la historia en ganar este campeonato. El campeón del movimiento de la rienda fue Moisés Pino en "Tramposo" con 50 puntos.

### El desastre de Rancagua 2014
Este año el campeonato nacional de FENARO vuelve a Rancagua luego de haber tenido como sede las medialunas de Melipilla por dos años consecutivos y la medialuna de San Carlos. 
Desde el comienzo de este campeonato nacional la organización tuvo varias dificultades, ganado, premios, etc. El retraso de las series produjo que la serie de campeones comenzara a eso de las 21:00 h, lo que provocó el descontento del público en la medialuna y de los corredores. Al izar el pabellón nacional Pedro Encalada, presidente de ese entonces de la Federación, recibió el abucheo de la medialuna, ya que la responsabilidad de que el champion comenzara tan tarde recaía en él. Ese año la federación estuvo a punto de irse a la quiebra producto de la mala gestión de este presidente y el presidente anterior Ricardo Sandoval.

### Campeonato Nacional San Clemente 2015
Durante el año 2015, el campeonato nacional regresa a la zona centro sur de Chile, específicamente a San Clemente en la medialuna Fernando Hurtado Echeñique. Un campeonato que logró levantar nuevamente a la Federación puesto que el directorio anterior dejó quebrada esta institución.
Grandes premios fueron entregados en este campeonato, al primer lugar dos camionetas marca Mahindra, al segundo lugar una collera de yeguas como incentivo a la crianza, y al tercer lugar monturas y mantas hechas por chamanteras de Doñihue. 
La final corralera fue auspiciada por algunos municipios del Maule como Talca, San Clemente y Colbún. 
Los campeones nacionales fueron Custodio Tapia y Cristian Cornejo.

### Campeonato Nacional San Clemente 2016
El campeonato Nacional se vuelve a repetir en la comuna de San Clemente, con un gran marco de público, los campeones Nacionales 2015 no logran retener la corona, ese año los nuevos campeones son Ramiro Núñez y Jorge Jiménez en Reefectivo y Reencatao, ambos potros hijos del Remehue, con 32 puntos buenos. Toda la serie de campeones fue transmitida en vivo en el Canal del Deporte Olímpico (CDO). Por segundo año consecutivo la federación logra tener números azules en sus cuentas gracias a la gestión del directorio nacional, liderada por el presidente Nacional Óscar Fuentes Vallejos, cumpliendo ese año su periodo.

### Campeonato Nacional Melipilla 2017
Bajo la presidencia de Miguel Mallea Atenas, el campeonato nacional retorna a la ciudad de Melipilla, con un gran apoyo de los presidentes de asociaciones y la municipalidad de Melipilla, sin embargo este campeonato no estuvo exento de polémicas ya que el ganado corrido ese año no provenía desde el lugar que había prometido el directorio, muchos animales ya corridos los cuales dificultaban las carreras. Los campeones de este año son Ramiro Nuñez y Ramiro Pavez en Reefectivo y Reencantao alcanzando 28 puntos buenos, la serie de campeones fue transmitida en el canal Teletrack en la conducción de Belisario Silva.